# Cherokee Rose
Cherokee Rose é o quarto episódio da segunda temporada da série de televisão de drama pós-apocalíptico The Walking Dead. Foi originalmente exibido na AMC, nos Estados Unidos, em 6 de Novembro de 2011. O episódio foi escrito por Evan Reilly e dirigido por Billy Gierhart. No episódio, o grupo de sobreviventes se muda para a casa de Hershel Greene (Scott Wilson). Enquanto o grupo pensa o que fazer, Daryl Dixon (Norman Reedus) continua a procurar Sophia Peletier (Madison Lintz).

## Enredo
Carl Grimes (Chandler Riggs) se recupera de sua operação para remover fragmentos de uma bala, que havia recebido anteriormente quando encontrar um veado. Ele pergunta a seu pai Rick (Andrew Lincoln), se sua amiga Sophia Peletier (Madison Lintz) está bem. Sophia ainda está perdida, mas Rick diz a Carl que ela está bem. Dale Horvath (Jeffrey DeMunn), Daryl Dixon (Norman Reedus), Andrea (Laurie Holden) e Carol Peletier (Melissa McBride) movem os veículos e montam um acampamento na casa dos Greene e são introduzidos à família Greene. Lá, eles fazem um cortejo fúnebre em seu rancho, Otis (Pruitt Taylor Vince). Shane Walsh (Jon Bernthal) é convidado a partilhar momentos finais de Otis; Shane adere a mentira de que Otis tinha sacrificado sua vida para salvar o Carl, enquanto na realidade Shane havia traído Otis.
Juntamente com Hershel Greene (Scott Wilson) e sua filha Maggie (Lauren Cohan), o grupo organiza uma busca por Sophia. Ainda que Shane ainda esteja lesionado e Rick muito fraco da perda de sangue, Daryl se aventura por conta própria. Daryl eventualmente encontra uma casa abandonada, mas não localiza Sophia. Ele encontra uma certa rosa, que é um sinal dos nativos americanos em que os deuses protegem seus filhos e a da para Carol. Maggie direciona Dale e Theodore Douglas "T-Dog" (IronE Singleton) para um poço de água doce nas proximidades, apenas para descobrir que um inchado zombieesta lá. Shane, Maggie, Andrea, Lori Grimes (Sarah Wayne Callies) e Glenn (Steven Yeun) se juntam; o grupo conclui que o matá-lo ainda pode contaminar a água. Eles então decidem usar Glenn como isca viva e prender o zumbi a uma corda para arrastá-lo para fora do poço. Após um ligeiro contratempo, Glenn gerencia a selar o zumbi. O grupo consegue puxar o caminhante para o topo do poço, mas ele fica preso no topo. Tentar puxar o walker livre faz o corpo se rasgar ao meio, derramando fluidos e órgãos de volta para o poço, a contaminar a água. T-Dog então mata o zumbi com um machado.
Maggie e Glenn decidem aventurar-se a farmácia local para encontrar mais suprimentos. Antes de partir, Lori Glenn pede para procurar algo na seção de higiene feminina. Na farmácia, Glenn descobre que o item é um teste de gravidez. Quando Maggie pede para ver o que ele está procurando, ele tenta inventar uma desculpa e acidentalmente pega uma caixa de preservativos. Maggie, em seguida, o seduz e faz sexo com Glenn. Rick consegue convencer Hershel para o grupo permanecer lá por enquanto. No entanto, existem regras que eles devem seguir. Rick suplica a Hershel para não forçá-los a sair.
Mais tarde, Rick vai na sala onde Carl está se recuperando, na cama. Carl acorda, Rick admite que mentiu para ele sobre Sophia; Carl revela que sua mãe já lhe disse a verdade. Enquanto isso, o teste de gravidez revela que Lori está grávida.